# Matriz CKM
No modelo padrão das partículas fundamentais, a matriz CKM (matriz de Cabibbo–Kobayashi–Maskawa) é uma matriz unitária que contém informações acerca da probabilidade de mudança de sabor de um quark causada pela interação fraca. Estas informações são essenciais para o entendimento da violação de simetria CP.
A matriz foi introduzida pelos físicos Makoto Kobayashi, Toshihide Maskawa e Nicola Cabibbo. 

## Definição

Uma representação gráfica do decaimento dos seis quarks, com aumento de massa da esquerda para direita.

Em 1963, Nicola Cabibbo introduziu o ângulo de Cabibbo ({\displaystyle \theta _{\mathrm {c} }\ }) para preservar a universalidade da força fraca com dependência do trabalho anterior de Murray Gell-Mann. Na época, o ângulo foi utilizado para o cálculo de probabilidade do decaimento dos quarks down e estranho em quarks up. Podemos descrever esta interação como segue:
{\displaystyle |d^{\prime }\rangle =V_{ud}|d\rangle +V_{us}|s\rangle ,}
ou utilizando o ângulo de Cabbibo:
{\displaystyle |d^{\prime }\rangle =\cos \theta _{\mathrm {c} }|d\rangle +\sin \theta _{\mathrm {c} }|s\rangle .}
Daqui pode-se obter o valor aproximado do ângulo de Cabbibo, como segue:
{\displaystyle \tan \theta _{\mathrm {c} }={\frac {|V_{us}|}{|V_{ud}|}}={\frac {0.2257}{0.97419}}\rightarrow \theta _{\mathrm {c} }=~13.04^{\circ }.}
Quando o quark c foi descoberto em 1974, foi observado que os quarks down e estranho poderiam decair tanto para o up como para o c, deixando dois conjuntos de equações:
{\displaystyle |d^{\prime }\rangle =V_{ud}|d\rangle +V_{us}|s\rangle ;}
{\displaystyle |s^{\prime }\rangle =V_{cd}|d\rangle +V_{cs}|s\rangle ,}
ou utilizando o ângulo de Cabibbo:
{\displaystyle |d^{\prime }\rangle =\cos {\theta _{\mathrm {c} }}|d\rangle +\sin {\theta _{\mathrm {c} }}|s\rangle ;}
{\displaystyle |s^{\prime }\rangle =-\sin {\theta _{\mathrm {c} }}|d\rangle +\cos {\theta _{\mathrm {c} }}|s\rangle .}

O ângulo de Cabibbo representação a rotação da massa do operador adjunto espacial. θ_{C} = 13.04°.

Isto também pode ser descrito como uma matriz:
{\displaystyle {\begin{bmatrix}\left|d^{\prime }\right\rangle \\\left|s^{\prime }\right\rangle \end{bmatrix}}={\begin{bmatrix}V_{ud}&V_{us}\\V_{cd}&V_{cs}\\\end{bmatrix}}{\begin{bmatrix}\left|d\right\rangle \\\left|s\right\rangle \end{bmatrix}},}
ou utilizando o ângulo de Cabibbo:
{\displaystyle {\begin{bmatrix}\left|d^{\prime }\right\rangle \\\left|s^{\prime }\right\rangle \end{bmatrix}}={\begin{bmatrix}\cos {\theta _{\mathrm {c} }}&\sin {\theta _{\mathrm {c} }}\\-\sin {\theta _{\mathrm {c} }}&\cos {\theta _{\mathrm {c} }}\\\end{bmatrix}}{\begin{bmatrix}\left|d\right\rangle \\\left|s\right\rangle \end{bmatrix}},}
onde os diversos {\displaystyle |V_{ij}|^{2}\ } representam a probabilidade que o quark de sabor {\displaystyle i\ } tem de decair em um quark de sabor {\displaystyle j\ }. Esta matriz de rotação {\displaystyle 2\times 2\ } é chamada de matriz de Cabibbo.
Observe que a violação de simetria CP não poderia ser explicada num modelo de quatro quarks, Kobayashi e Maskawa generalizaram a matriz de Cabibbo na que ficou conhecida por matriz de Cabibbo–Kobayashi–Maskawa para comportar a interação fraca.
{\displaystyle {\begin{bmatrix}\left|d^{\prime }\right\rangle \\\left|s^{\prime }\right\rangle \\\left|b^{\prime }\right\rangle \end{bmatrix}}={\begin{bmatrix}V_{ud}&V_{us}&V_{ub}\\V_{cd}&V_{cs}&V_{cb}\\V_{td}&V_{ts}&V_{tb}\end{bmatrix}}{\begin{bmatrix}\left|d\right\rangle \\\left|s\right\rangle \\\left|b\right\rangle \end{bmatrix}}.}
Do lado esquerdo se vê a interação fraca fazendo papel de quarks up, e do lado direito se vê a matriz CKM junto ao vetor espacial de massa do operador adjunto do quark down. A matriz CKM descreve a probabilidade da transição de um quark em outro, e ela é proporcional a {\displaystyle |V_{ij}|^{2}\ }.
Atualmente a melhor aferição da magnitude dos elementos da matriz CKM é:
{\displaystyle {\begin{bmatrix}|V_{ud}|&|V_{us}|&|V_{ub}|\\|V_{cd}|&|V_{cs}|&|V_{cb}|\\|V_{td}|&|V_{ts}|&|V_{tb}|\end{bmatrix}}={\begin{bmatrix}0.97428\pm 0.00015&0.2253\pm 0.0007&0.00347_{-0.00012}^{+0.00016}\\0.2252\pm 0.0007&0.97345_{-0.00016}^{+0.00015}&0.0410_{-0.0007}^{+0.0011}\\0.00862_{-0.00020}^{+0.00026}&0.0403_{-0.0007}^{+0.0011}&0.999152_{-0.000045}^{+0.000030}\end{bmatrix}}.}
Perceba que a escolha de se utilizar o quark down na definição é completamente arbitrária e não representa uma assimetria física entre os quarks up e down. Se ela fosse obtida se utilizando qualquer outro quark, nós obteríamos, essencialmente, a mesma matriz.

## Prêmio Nobel
Em 2008, Kobayashi e Maskawa dividiram metade do prêmio Nobel de Física pela descoberta da origem de quebra espontânea de simetria que prevê a existência de ao menos três famílias de quarks na natureza. Alguns físicos reportaram um sentimento de amargura pelo fato que o Prêmio Nobel havia falhado em premiar o trabalho de Cabibbo, no qual a matriz CKM havia se baseado. Questionado a respeito do fato, Cabibbo preferiu não externar nenhum comentário.